# Eva Herzigová

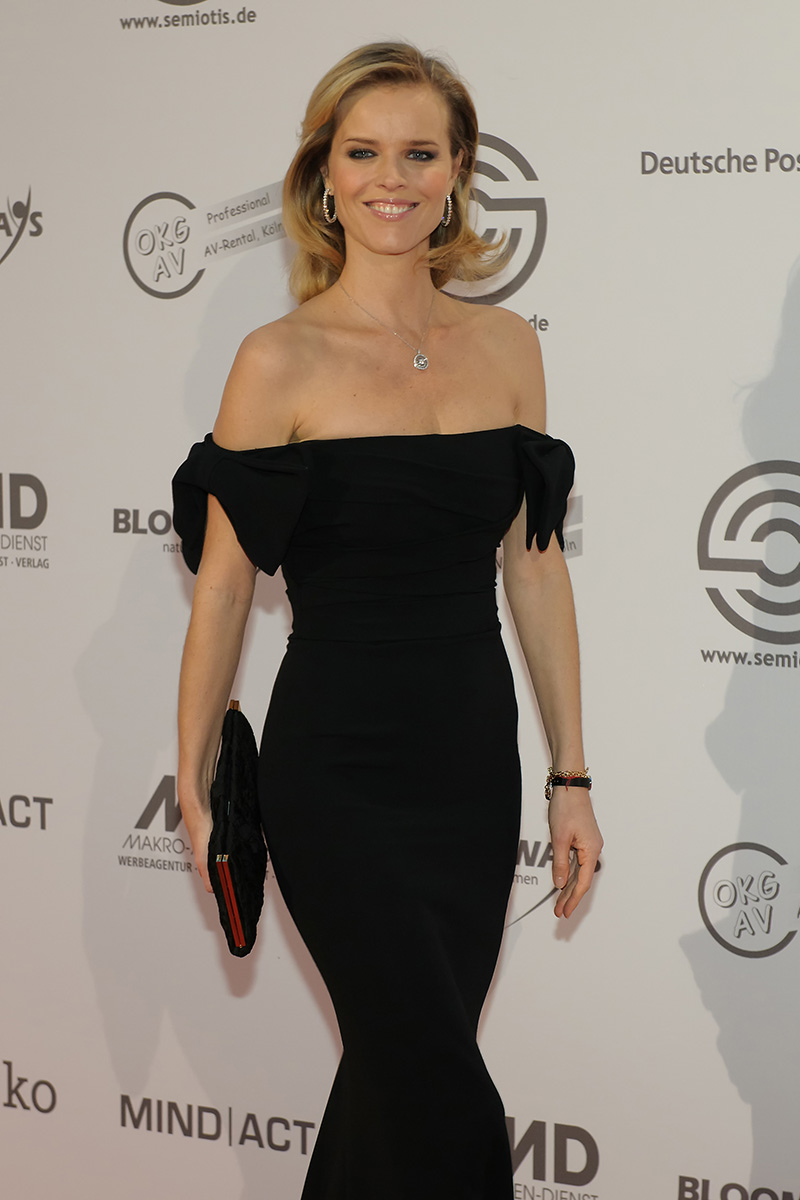
Eva Herzigová

Eva Herzigová (n. 10 martie 1973, Litvínov, Republica Socialistă Cehă, Cehoslovacia) este un fotomodel ceh.

## Date biografice
Cariera de fotomodel a început-o la vârsta de 16 ani. Eva câștigă locul întâi la un concurs de frumusețe organizat în Praga, de casa de modă franceză "Metropolitan Models". Ea nu urmat nici un curs de pregătire ca manechin, de acea a trebuit să se obișnuiască cu mulțimea participanților și spectatorilor. În mai 1994 firma americană Sara Lee, face o campanie de reclamă cu pozele ei, astfel ea devine cunoscută sub numele de "Miss Wonderbra". Sub acest nume ea va semna contracte cu Victoria’s Secret, Louis Vuitton, Hugo Boss și apare pe prima pagină a agenției de modă "Elle". Herzigová joacă un rol secundar în filmul Inferno, alături de Helena Christensen și alte manechine. În anul 1996 se căsătorește cu  Tico Torres, care este baterist la formația Bon Jovi. Căsătoria nu va dura, Eva naște în iunie 2007 un copil pe care-l are cu noul prieten Gregorio Marsia.